# Cyryl Ratajski

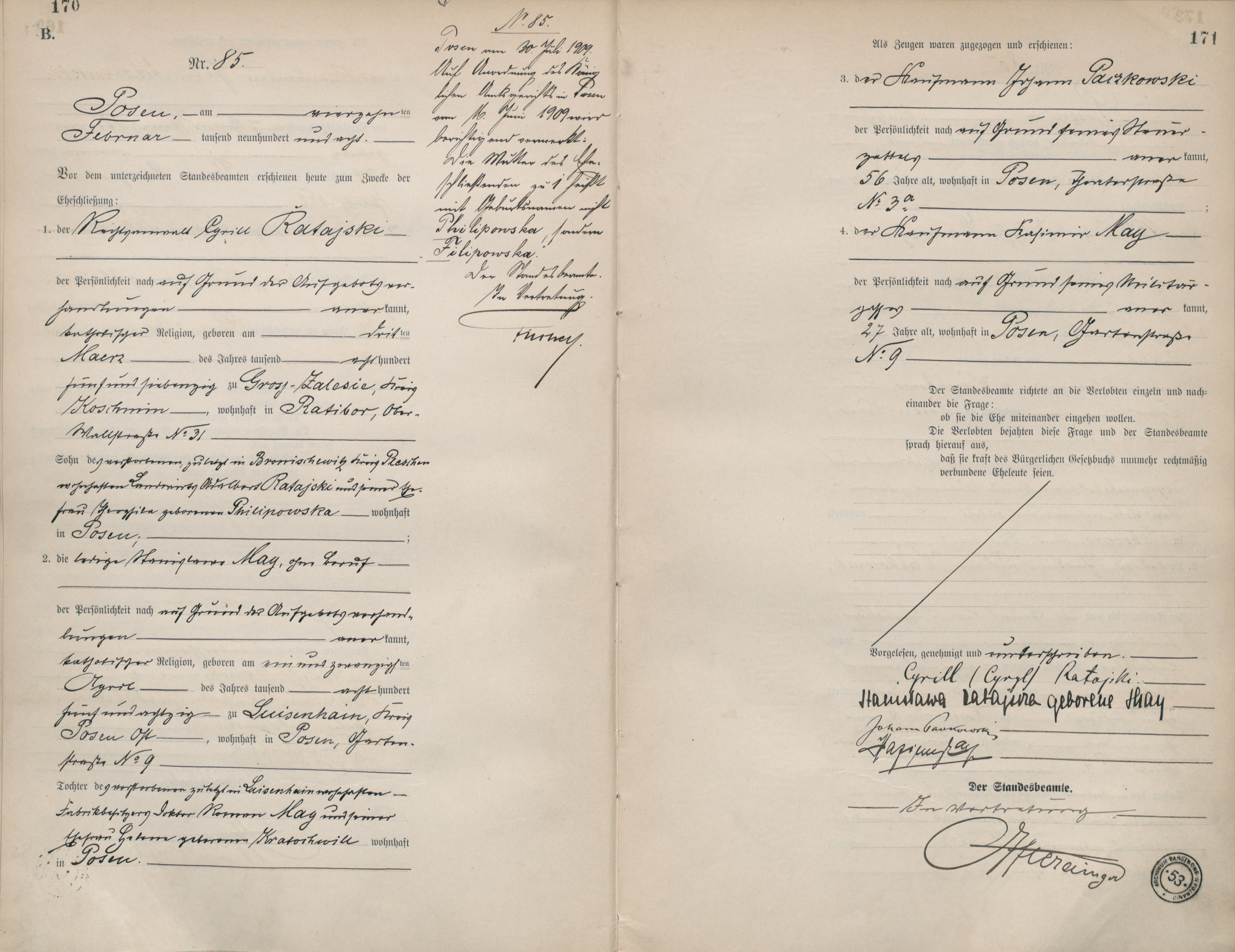
Akt ślubu Cyryla Ratajskiego

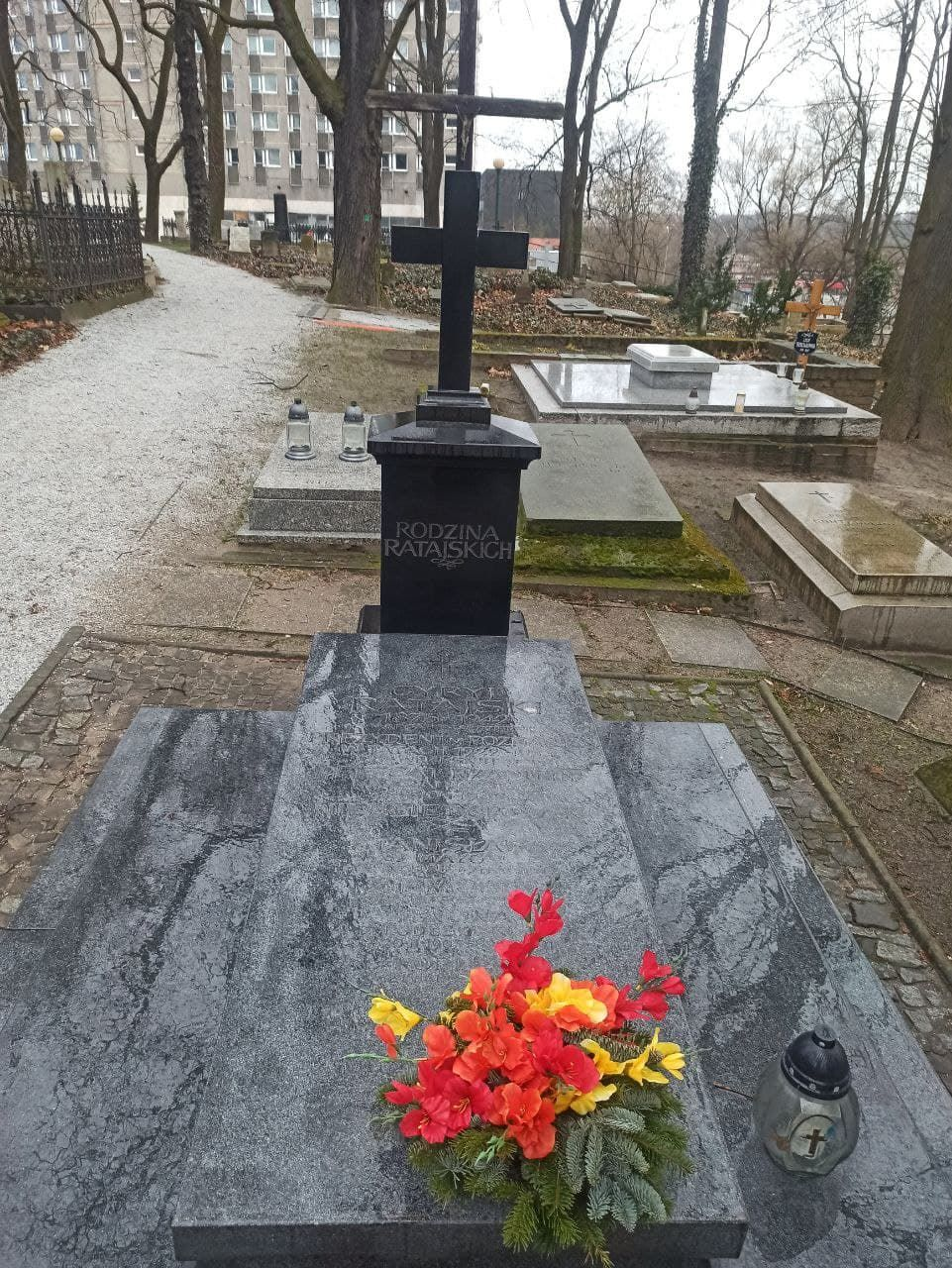
Grób Cyryla Ratajskiego

Cyryl Ratajski, ps. Górski, Wartski, Wrzos, Celestyn Radwański (ur. 3 marca 1875 w Zalesiu Wielkim, zm. 19 października 1942 w Warszawie) – polski polityk, prezydent Poznania, minister spraw wewnętrznych w rządzie Władysława Grabskiego, podczas II wojny światowej Delegat Rządu na Kraj.

## Życiorys

### Przed I wojną światową
Urodził się 3 marca 1875 r. w Zalesiu Wielkim k. Krotoszyna, w chłopskiej rodzinie Wojciecha i Teofili z Filipowskich. W 1896 r. zdał maturę w Gimnazjum św. Marii Magdaleny w Poznaniu (podczas nauki należał do Towarzystwa Tomasza Zana). Studiował prawo na Uniwersytecie Fryderyka Wilhelma w Berlinie, które ukończył w 1900 r. W Berlinie działał w Towarzystwie Gimnastycznym „Sokół”. Praktykę sądowniczą odbył w Naumburgu, a asesorską w Berlinie. Po studiach i odbytych praktykach przeprowadził się do Raciborza, gdzie 15 lutego 1906 roku podjął pracę jako adwokat przy Sądzie Ziemiańskim. Następnie otworzył kancelarię adwokacką w Raciborzu, gdzie zaangażował się w działalność społeczną i polityczną, m.in. w TG „Sokół”. W tym okresie uprawiał turystykę i zasłużył się dla rozwoju polskiego ruchu turystycznego w śląskich Beskidach: był współzałożycielem w 1910 r. i pierwszym prezesem Polskiego Towarzystwa Turystycznego „Beskid” z siedzibą w Cieszynie. „Beskid” powstał w kontrze do pruskiego „Beskidenverein”, który był aktywny w tych rejonach. Jego działalność polityczna związana była z Narodową Demokracją w zaborze pruskim i na Śląsku, z ramienia której (wraz z Wojciechem Korfantym) był przedstawicielem Górnego Śląska w Radzie Głównej Polskiego Towarzystwa Demokratycznego.
15 lutego 1908 r. ożenił się z 10 lat od siebie młodszą Stanisławą, córką Romana Maya – poznańskiego działacza społecznego, naukowca i właściciela fabryki nawozów sztucznych. Małżeństwo doczekało się dwóch synów – Ziemowita (ur. 28.10.1908 r. w Raciborzu) oraz Kordiana (ur. w 1912 r. w Poznaniu). Władze pruskie nie chciały uznać imienia Ziemowita, sprawa skończyła się w sądzie, gdzie Cyryl Ratajski wygrał proces. W 1911 r. przybył wraz z żoną do Poznania, gdzie jako współwłaściciel kierował firmą teścia, a w latach 1919–1922 był prezesem spółki akcyjnej R. Maya. W Poznaniu kontynuował swoją pasję turystyczną, stając się w 1913 r. współzałożycielem Towarzystwa Krajoznawczego, którego wiceprezesem był do wybuchu I wojny światowej. 4 czerwca 1914 r., podczas walnego zebrania Towarzystwa odbywającego się w Domu Królowej Jadwigi, założył sekcję Miłośników miasta Poznania, która w 1922 r. przekształciła się Towarzystwa Miłośników Miasta Poznania.

### W niepodległej Polsce
Podczas powstania wielkopolskiego był łącznikiem Komisariatu Naczelnej Rady Ludowej z Komitetem Narodowym Polskim w Paryżu. Od 19 lipca 1919 r. był zastępcą komisarza i szefem I Wydziału Komisariatu NRL.
W kwietniu 1922 r. został prezydentem Poznania. Za jego kadencji miasto przekształciło się z byłego garnizonu niemieckiego w prężnie rozwijający się ośrodek gospodarczy. Wykorzystując istniejące warunki wybudowano m.in. elektrownię, most Bolesława Chrobrego i Ogród Botaniczny, nowe trasy tramwajowe, pierwszą w Polsce linię trolejbusową oraz pierwszą w Polsce i Europie Wschodniej spalarnię odpadów. Do miasta przyłączono nowe dzielnice: Dębiec, Główna, Golęcin, Komandoria, Rataje, Sołacz, Starołęka, Wola. W okresie od 25 listopada 1924 do 15 czerwca 1925 r. Ratajski był Ministrem Spraw Wewnętrznych w rządzie Władysława Grabskiego.
W 1926 r. ponownie został prezydentem Poznania. W 1928 r. sanacyjny wicewojewoda poznański Wawrzyniec Typrowicz podjął akcję zmierzającą do eksmitowania Ratajskiego z jego prywatnego mieszkania. Akcja wzbudziła powszechne oburzenie w mieście, w rezultacie wicewojewoda został odwołany.
Ratajski reprezentował Polskę na światowych zjazdach międzynarodowych organizacji samorządowych. Położył duże zasługi dla zorganizowania w 1929 r. wystawy PeWuKi (był prezesem jej rady głównej). Z tej okazji z jego inicjatywy powstała w Poznaniu pierwsza w Polsce linia trolejbusowa. Jednocześnie oskarżano go o to, że plan jej budowy motywowany był względami osobistych korzyści majątkowych gdyż wcześniej wykupił parcele, którymi miała biec linia trolejbusu. Był członkiem Ligi Narodowej.
W 1934 r. wybory samorządowe w Poznaniu wygrała zdecydowanie lista narodowa, opozycyjna w stosunku do rządzącej w państwie sanacji. Zdobyła ona 51 procent głosów i 35 mandatów w 64 osobowej Radzie Miasta. Blok sanacyjny zdobył zaledwie 26 mandatów. Kiedy Rada Miejska postanowiła ponownie wybrać na prezydenta miasta Ratajskiego, sanacyjny wojewoda nie zatwierdził tej decyzji, a minister spraw wewnętrznych wyznaczył prezydenta komisarycznego – płk. Erwina Więckowskiego.
25 kwietnia 1934 r. Rada Miejska Poznania przyznała mu tytuł Honorowego Obywatela Miasta Poznania.
Od 1936 r. związał się z Frontem Morges, organizacją opozycyjną wobec Sanacji. W 1937 r. z Frontu wydzieliło się Stronnictwo Pracy, do którego przystąpił i został członkiem jego władz wojewódzkich w Poznaniu. Był też współwłaścicielem firmy chemicznej Roman May, która podupadła w wyniku kryzysu światowego i doprowadziła Ratajskiego na skraj bankructwa. Musiał zastawić cały posiadany majątek, jak również część emerytury. Mimo to nadal oddawał część swoich dochodów, jak to czynił wcześniej, na rzecz ubogich i bezrobotnych. W 1939 r. podpisał list protestacyjny do premiera Felicjana Sławoja-Składkowskiego przeciwko aresztowaniu Wojciecha Korfantego.
W okresie międzywojennym Ratajski pełnił również wiele innych funkcji, m.in. był prezesem rad nadzorczych Poznańskiej Kolei Elektrycznej, Komunalnego Banku Kredytowego, Zachodniopolskiego Towarzystwa Kredytu Miejskiego oraz Kuratorium Polskiego Radia. Mimo utraty stanowiska prezydenta nadal brał czynny udział w życiu publicznym będąc np. członkiem delegacji uczonych i działaczy liberalno-demokratycznych do prezydenta Ignacego Mościckiego.

### II wojna światowa
5 września 1939 r., po ewakuacji z Poznania władz wojewódzkich, odebranej przez mieszkańców jako ucieczka, Ratajski ponownie objął urząd prezydenta miasta (7 września także wojewody poznańskiego), który sprawował do 12 września, gdy zarząd miasta przejęli Niemcy. Mimo prób przymuszenia, odmówił uroczystego przekazania kluczy do miasta na stopniach Ratusza, z czego Niemcy ostatecznie zrezygnowali. Tymczasowo sprawował jeszcze urząd do 14 września, kiedy to zastąpił go Gerhard Scheffler. O godzinie 14 odjechał do Puszczykowa Drogą Dębińską. Po czasowym uwięzieniu w Forcie VII w charakterze zakładnika (6 dni), został zwolniony i 17 maja 1940 r. przesiedlony do Generalnego Gubernatorstwa, w okolice Kielc (od 7 maja 1940 r. przebywał czasowo w obozie przesiedleńczym na Głównej). Wywózka była paradoksalnie szczęśliwym zbiegiem okoliczności, gdyż w jego puszczykowskim domu, krótko po wyjeździe zjawiło się Gestapo. 18 maja 1940 r. został wysadzony w Szastarce, skąd udał się do majątku brata synowej Władysława Podlewskiego w Krukowie.
Po niedługim czasie przeniósł się do Warszawy, gdzie 3 grudnia 1940 r. został mianowany Delegatem Rządu RP na Kraj. Funkcję objął 14 grudnia, pracując pod przybranym nazwiskiem Celestyna Radwańskiego, rzekomego emerytowanego profesora, zatrudnionego jako wicedyrektor Kontroli Miejskiej w Zarządzie Miejskim w Warszawie. Nosił pseudonimy „Wartski”, „Górski”, „Wrzos” i „Profesor”. W trakcie sporów pomiędzy pionem cywilnym i wojskowym państwa podziemnego stał na stanowisku, że władza wojskowa powinna być podporządkowana rozbudowanej administracji cywilnej. Ten pogląd sprawił, że tworzył departamenty Delegatury istniejące obok aparatu cywilnego ZWZ-AK. Na skutek pogarszającego się zdrowia (m.in. choroby serca i żółtaczka), Ratajski złożył dymisję ze stanowiska, przyjętą 5 sierpnia 1942 r. przez premiera gen. Władysława Sikorskiego.

### Śmierć i pochówek
Ostatni rok życia spędził w mieszkaniu Mariana i Anny Reiterów przy ul. Filtrowej 7 (narożnik Lekarskiej). Zmarł tamże 19 października 1942 r. o godzinie 21.00, bezpośrednio po podaniu zastrzyku kamfory. Do mieszkania przybył Stefan Grot Rowecki, celem oddania honorów zmarłemu, mimo że był jego oponentem politycznym. Pochowano go pod przybranym nazwiskiem Celestyna Radwańskiego na cmentarzu Powązkowskim. 28 listopada 1982 r. na domu przy ul. Filtrowej 7 odsłonięto tablicę pamiątkową. W uroczystości udział wzięli syn Ziemowit, wnuczka Magdalena oraz władze Naczelnej Rady Adwokackiej.
Po ekshumacji prochy sprowadzono do Poznania w dniu 20 grudnia 1962 r. Uroczyste pożegnanie odbyło się 3 sierpnia 1963 r. na cmentarzu Zasłużonych Wielkopolan na Wzgórzu św. Wojciecha. W grobowcu tym spoczywają też żona Stanisława (1885–1962) i syn Ziemowit (1908–1985).

## Opinie
Ignacy Jan Paderewski napisał, że mowy Ratajskiego zawierają dużo myśli, wiele piękna i rozmach wraz z umiarem prawdziwego męża stanu. Władysław Czarnecki określił go człowiekiem prawym, mądrym, wzorowym obywatelem państwa, doskonałym gospodarzem miasta, któremu poświęcił swoje siły i umiejętności. Był entuzjastą pracy, obowiązkowości, punktualności, solidności. [...] Swoimi zasadami etycznymi i politycznymi nie frymarczył. Nie umiał ich naginać do panującej koniunktury. Miał twardy charakter i uparcie zdążał do wytkniętego celu, a przy tym wszystkim był niepoprawnym optymistą. Piotr Zaremba, pierwszy polski prezydent Szczecina, stwierdził, że Ludzie z jego szkoły byli niezawodni, był on dla mnie wzorem i nauczycielem, jak ma działać prezydent miasta.

## Ordery i odznaczenia
- Order Orła Białego (pośmiertnie, 29 listopada 1995)[9]
- Wielka Wstęga Orderu Odrodzenia Polski (28 września 1929)[10]
- Krzyż Komandorski Orderu Odrodzenia Polski (2 maja 1923)[11][12]
- Krzyż Niepodległości Polski Podziemnej z Mieczami (pośmiertnie, 12 sierpnia 1954, nadany przez Prezydenta RP na Wychodźstwie Augusta Zaleskiego)[13]
- Medal Dziesięciolecia Odzyskanej Niepodległości[14]
- Komandor Orderu Legii Honorowej (Francja)[15]

## Upamiętnienie
W 2002 r. odsłonięto w Poznaniu pomnik Cyryla Ratajskiego przed budynkiem Poznańskiego Centrum Finansowego. W 2025 r. Poznań uczcił 150. rocznicę urodzin Cyryla Ratajskiego poprzez złożenie kwiatów w miejscach pamięci, prezentację zdjęć i pamiątek oraz konferencję naukową. W tym samym roku Sejm RP podjął uchwałę ws. upamiętnienia 150. rocznicy urodzin Cyryla Ratajskiego

Postać Cyryla Ratajskiego pojawia się w powieściach kryminalnych retro Piotra Bojarskiego "Arcymistrz" i "Szmery".